# Бупрестоїдні
Бупрестоїдні (Buprestoidea) — надродина жуків з інфраряду Елатеріформні (Elateriformia). Містить близько 15 000 видів.

## Опис
Яскраво-забарвленні, красиві блискучі жуки. Розмір тіла від 3 мм до 10 см.

## Класифікація
Одна або дві групи (з урахуванням Schizopodidae LeConte, 1859). На території Росії надродина Buprestoidea представлено одною родиною:
- Родина Buprestidae (Златки). У Росії — 304 види.[1].